# 香港紅十字會輸血服務中心
香港紅十字會輸血服務中心（英語：Hong Kong Red Cross Blood Transfusion Service，醫院管理局內部代碼：BTS），是一間位於香港的公立醫療機構，座落香港九龍油尖旺區油麻地京士柏道15號。中心自1952年開始在香港推動沒有報酬的自願捐血，為全港醫院免費提供血液予病人使用，現時仍是本港唯一供應血液的機構。
1991年12月，香港紅十字會根據與醫院管理局簽定的協議，把收集和處理血液和血液成份工作的管理和監控，連同相關的物業、設施和運作，轉交並指派予醫院管理局負責。香港紅十字會沒有參與輸血服務中心的日常運作，輸血服務中心的人員均受僱於醫院管理局。中心的日常運作及員工為醫院管理局直接管轄，隸屬九龍中聯網。
中心每年平均分發超過40多萬單位血液成份製品予全港醫院病人使用。1999年成立香港首間臍血庫，於2007年把臍血庫名為「香港紅十字會周桃英臍帶血庫」，現時只在伊利沙伯醫院、廣華醫院、聯合醫院、威爾斯親王醫院及東區尤德夫人那打素醫院收集臍血。 中心在2005年9月成立「香港骨髓捐贈者資料庫」，開拓骨髓捐贈服務。

## 醫管局與香港紅十字會的角色
為配合本地公共醫療服務管理的改革，於1991年，香港紅十字會與醫院管理局簽定協議，把收集和處理血液和血液成份工作的管理和監控，連同相關的物業、設施和運作，轉交並指派予醫院管理局負責。香港紅十字會提供輸血服務的開支得到醫院管理局恆常資助。根據香港紅十字會的年報所示，2014至2019年度輸血服務佔香港紅十字會的年度開支（不計算海外賑災及發展工作）約為45.1% 至58.4% 。中心現時隸屬九龍中聯網。根據《醫院管理局條例》第13(2)(b)條，香港紅十字會輸血服務中心必須成立其“醫院管治委員會”，即是現時的「香港紅十字會輸血服務中心管治委員會」，以監察服務的管理。該委員會屬於醫管局架構內，成員由醫管局和香港紅十字會提名出任，主席須由醫管局委任，醫院管理局行政總裁(或其代表)及醫院行政總監為委員會當然成員。香港紅十字會輸血服務中心由政府資助，醫管局負責掌管及管理，中心的人員均直接受僱於醫院管理局。根據醫管局2018-2019年報，輸血服務中心共有480名全職人員。除行政管理外，輸血服務中心的財務管理亦由醫院管理局負責。香港紅十字會沒有參與香港紅十字會輸血服務中心日常運作及人事管理，但透過義工及社區網絡協助招募志願捐血人士。

## 血液分類及處理
香港紅十字會輸血服務中心是現時香港唯一負責收集志願者捐血，並供應經詳細化驗的血液和造血幹細胞予全港公立及私家醫院病人使用的機構。捐出的血液可分為「全血」及「成分血」。現時大部份捐血者也會捐出「全血」，部份亦會選擇捐出黃色的「成分血」，即透過儀器從血液中抽取呈黃色的血漿或血小板，將其他血液成份回捐血者體內。中心收集的「全血」會被製成不同成分的製品，包括紅細胞、濃縮血小板、冷凍血漿和白細胞，供治療各種疾病。血液有儲存保質期，例如，「全血」在攝氏２至６度的條件下，儲存保質期為28至35天，而「冰凍血漿」在攝氏零下30度或以下的條件下，則可儲存365天。血液過了保質期後，其血液功能會下降，要作為感染性醫療廢物銷毁，因此市民需恆常捐血，才能令血庫時刻保持理想水平。

## 挑戰
血庫存量受週期性及結構性因素影響。每年冬季，由於流感病患增加，醫院對血液需求上升，而流感亦令合格的血液數量下降，因此血庫於冬季一般較為緊張。另外，香港人口逐漸老化，除了一般貧血病人、手術及孕婦分娩外，更多長期病患者需要輸血服務。在香港學制改革下，中學再沒有「中七生」，符合資格捐血的中學生數目大減，令捐血人數不時低於每日1,100人的目標，為香港紅十字會輸血服務中心帶來嚴峻考驗。2014-15年至2018-19年度期間，捐血人數及捐血數量皆呈下降趨勢（見表一）。中心不時因應血庫存量不足呼籲香港市民捐血。2017年，中心曾九度發出「血存量嚴重短缺」的緊急呼籲，更用上「嚴峻」、「下降至警戒水平」、「極度短缺」等字眼。
| 年度    | 捐血人數(人) | 血液(袋) | 男    | 女    |
| ------- | ------------ | -------- | ----- | ----- |
| 2014/15 | 167,794      | 255,609  | 52%   | 48%   |
| 2015/16 | 169,438      | 259,489  | 51%   | 49%   |
| 2016/17 | 169,932      | 254,367  | 48%   | 52%   |
| 2017/18 | 165,087      | 248,218  | 52.6% | 47.4% |
| 2018/19 | 142,603      | 219,948  | 54.2% | 45.8% |

2016年7月，網上盛傳香港紅十字會將香港居民捐出的血液送往中國內地，大量網民呼籲不要前往捐血。香港紅十字會輸血服務中心後來發聲明澄清，重申一直沒向香港以外地區提供血液，反而，若香港病人因懷有紅血球抗體而需尋找稀有血型血液，中心會協助病人在海外尋找合適血液作輸血治療。不過，基於人道精神考慮，若香港的血液供應充足甚至有餘額，中心或會作個別例外考慮，將剩餘血液幫助本港以外病人，但事實上香港血庫從未過剩。

## 服務範圍
| 專科服務 - 血液學 - 輸血學 - 病理學 | 其他服務 - 香港紅十字會周桃英臍帶血庫 - 香港骨髓捐贈者資料庫 - 參考血型學服務 - 輸血學質量保證計劃 - 血漿製品分發 |

## 捐血站
- 京士柏總部（油麻地京士柏道15號）
- 西九龍（西九龍海庭道19號香港紅十字會總部6樓）
- 旺角（旺角彌敦道580號A周大福商業中心15樓）
- 觀塘（觀塘觀塘道418號創紀之城五期東亞銀行中心23樓2301及2316室）
- 中區（中環德輔道中40 - 42號通明大廈1樓）
- 銅鑼灣（銅鑼灣羅素街2 - 4號2000年廣場14樓）
- 沙田（沙田沙田正街1號A，香港紅十字會白普理沙田中心1樓A）
- 荃灣（荃灣大河道8號）
- 元朗（元朗青山公路－元朗段115-127號開心廣場7樓704 - 705室）
- 香港理工大學校園（紅磡香港理工大學A座地下AG057室結合保健診所）
- 香港大學校園（薄扶林香港大學本部大樓二樓MB254室）[21]

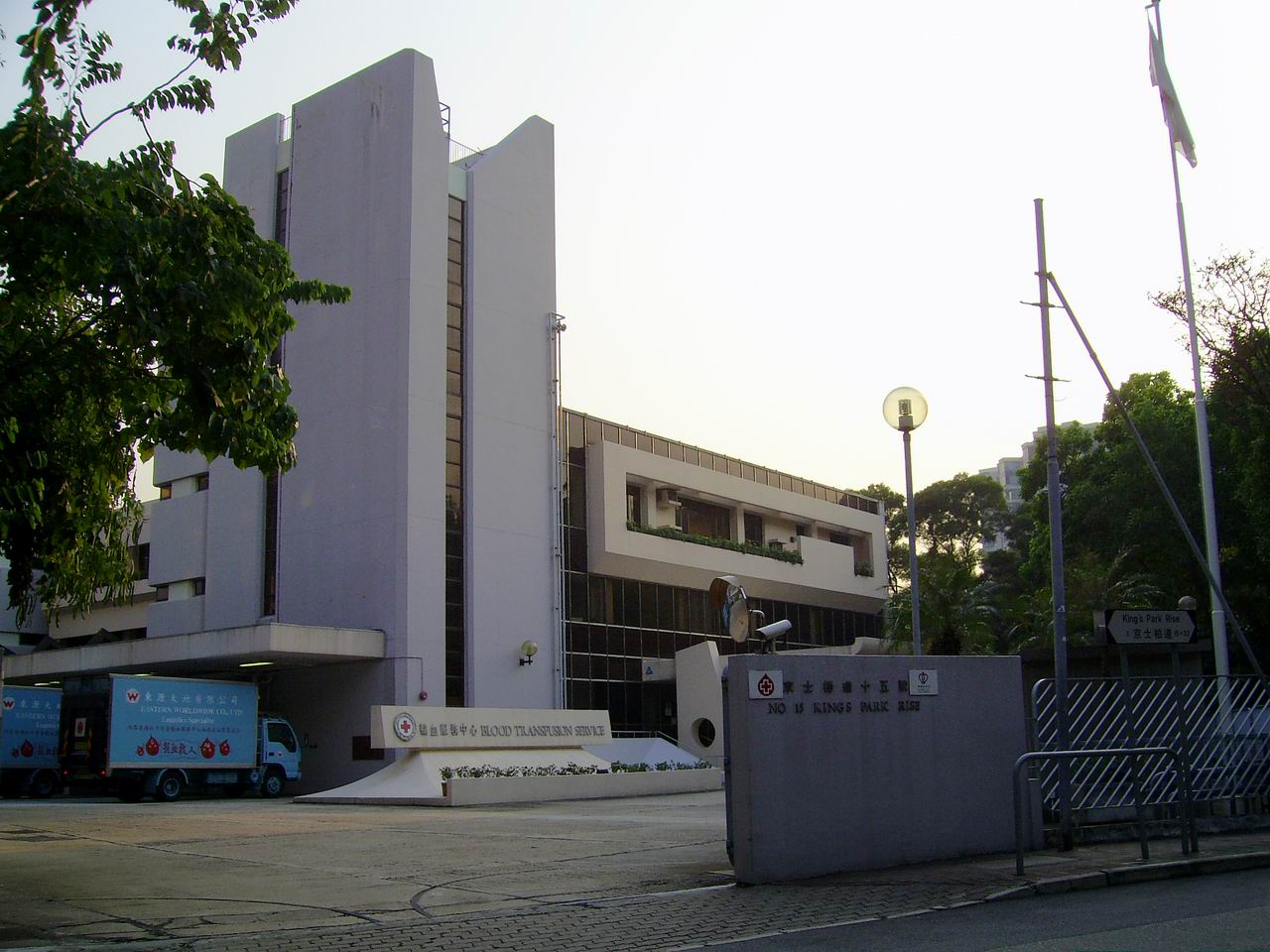
京士柏總部
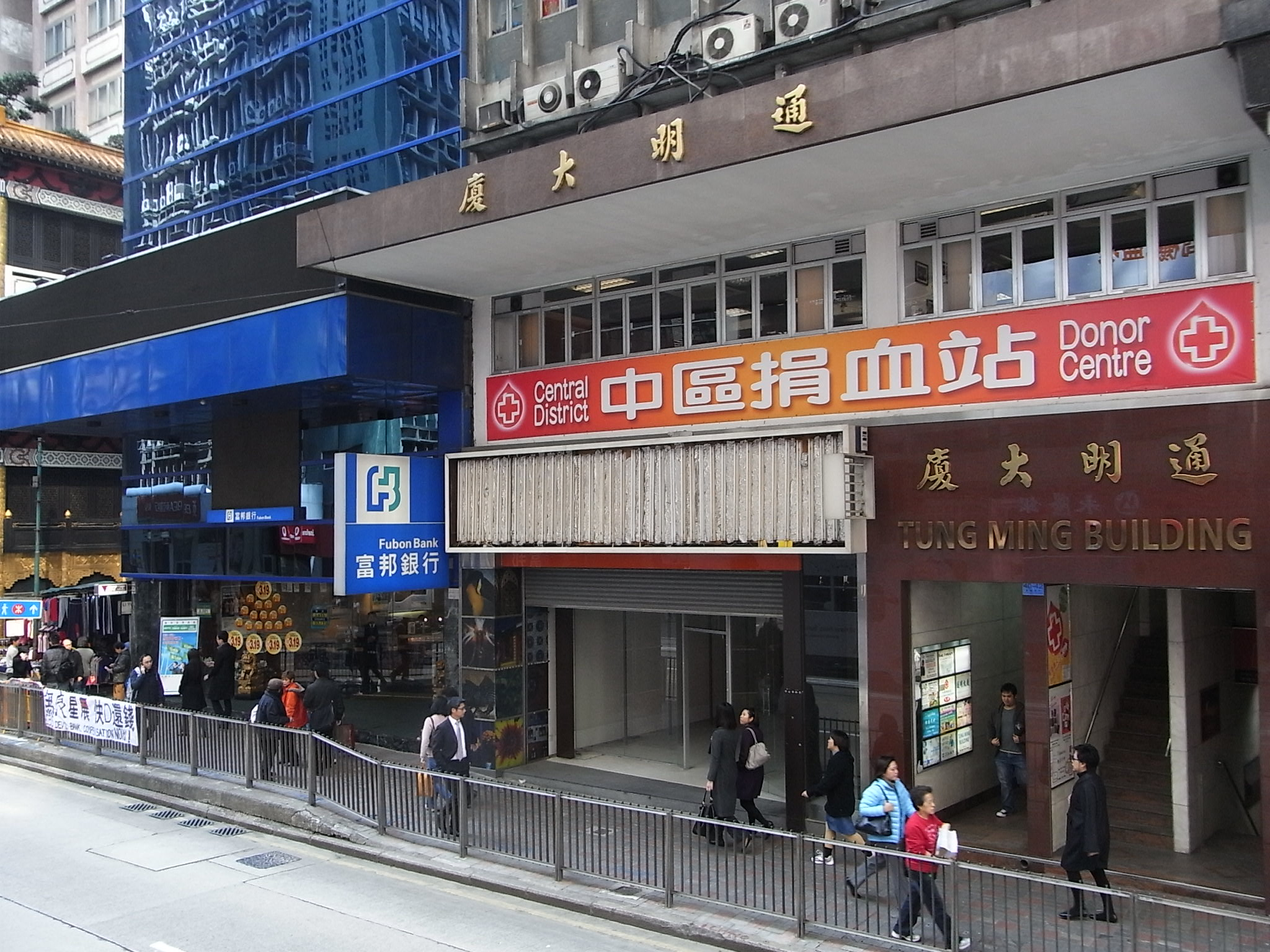
中區捐血站
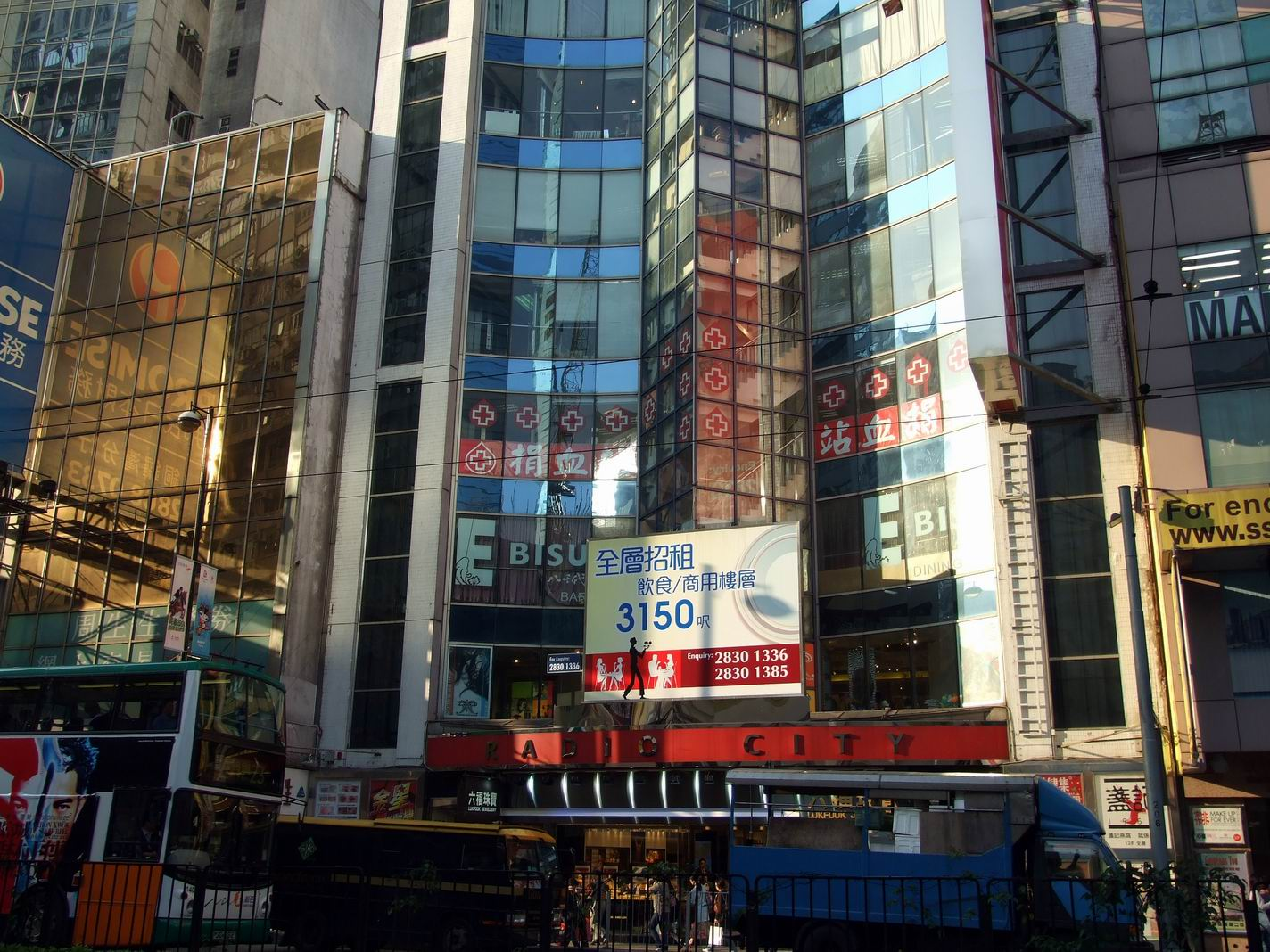
銅鑼灣捐血站
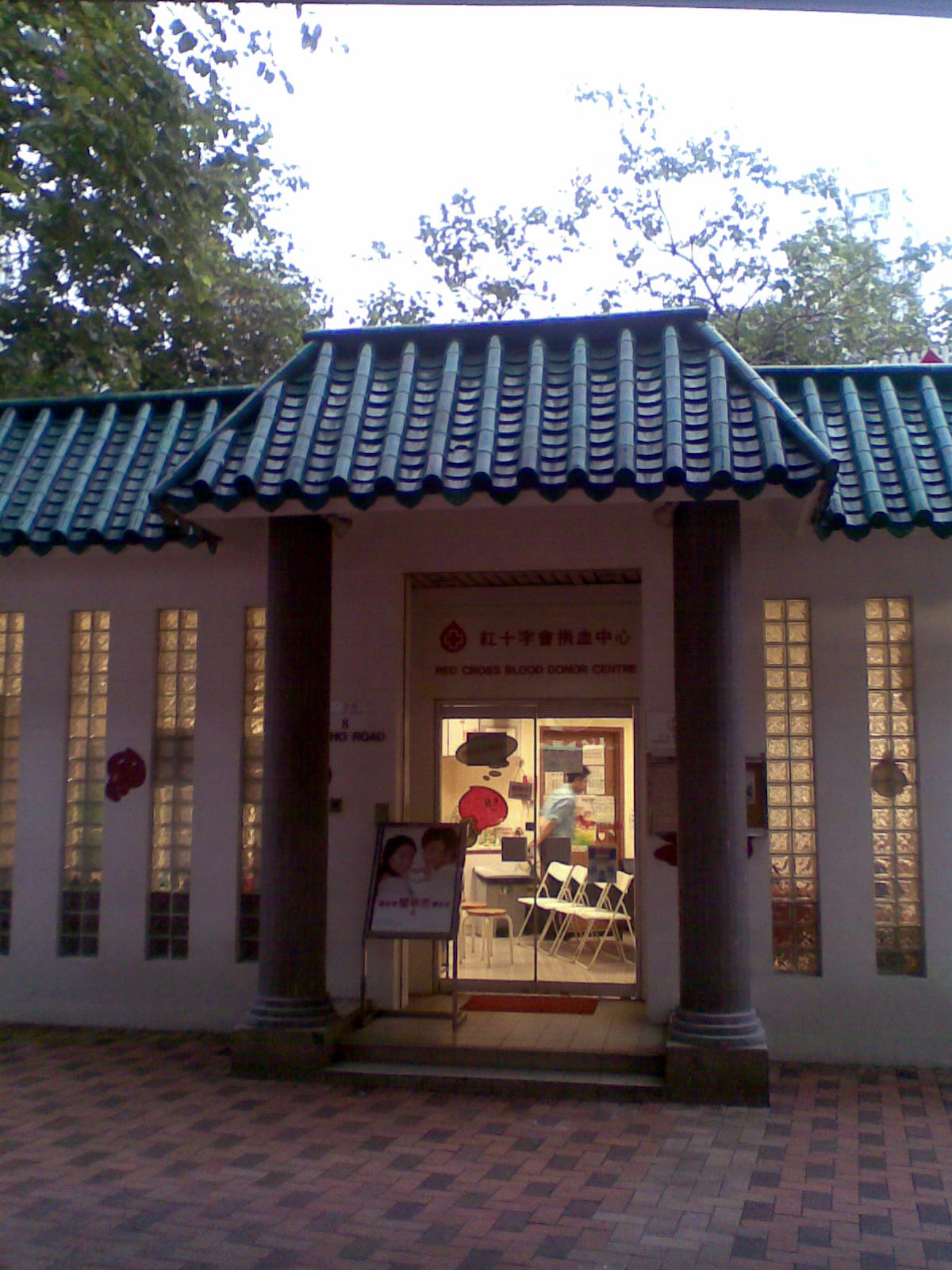
荃灣捐血站
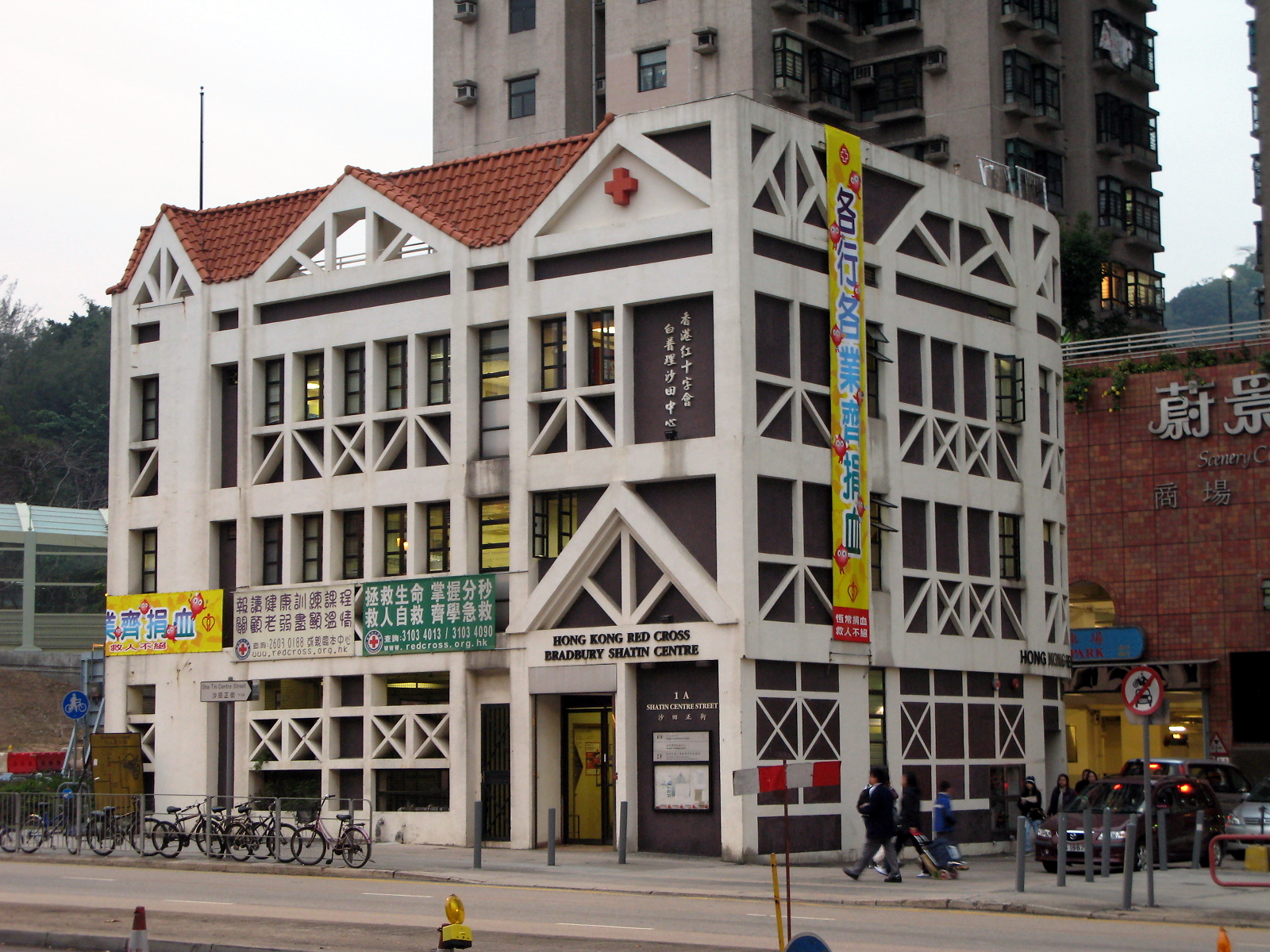
白普理沙田中心
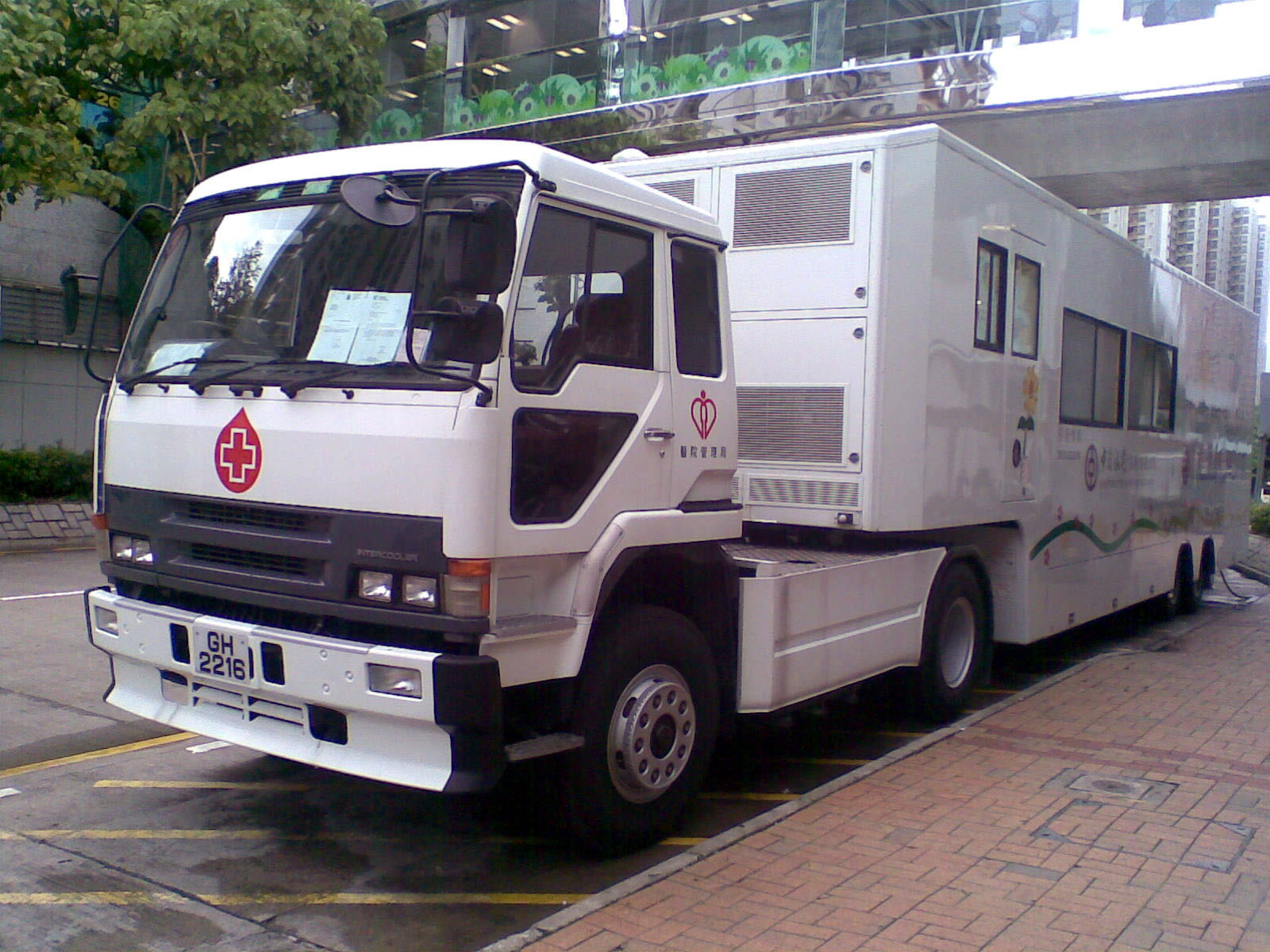
流動捐血車

## 外部連結
- 香港紅十字會輸血服務中心(中心網站) （页面存档备份，存于）
- 香港紅十字會輸血服務中心(醫管局網站) （页面存档备份，存于）